# Divisões administrativas em 1925
Nesta página encontrará referências aos acontecimentos directamente relacionados com a regiões administrativas ocorridos durante o ano de 1925.

## Eventos
- 20 de Julho - Em Portugal, Vila Real é elevada à categoria de cidade.